# Marie Catharina Malm
Marie Catharina Malm, född Öberg 1805, död 1888, var en framgångsrik svensk sömmerska verksam i Stockholm under 1800-talet. 
Hennes mor höll en modebod där hon tillverkade modeartiklar som hattar och huvudbonader, och anlitades även som hårfrisörska av bland andra Årstafrun från 1794 och framåt. 
Formellt sett var tillverkning av kläder reserverat för klädmakarna inom skräddarskrået, men i realiteten tillät myndigheterna kvinnor att etablera sig som sömmerskor för att kunna försörja sig, särskilt som yrket ansågs vara lämpligt för kvinnor, och dessa var ofta populära. 
Malm var tidigt verksam som sömmerska och anlitades regelbundet av Årstafrun från 1827 och framåt. Hon var då väletablerad i yrket och sydde både klänningar och tillverkade hattar, och hon fortsatte sin verksamhet och behöll sin modebod även efter sitt giftermål 1832.  